# Rallye Großbritannien 1978

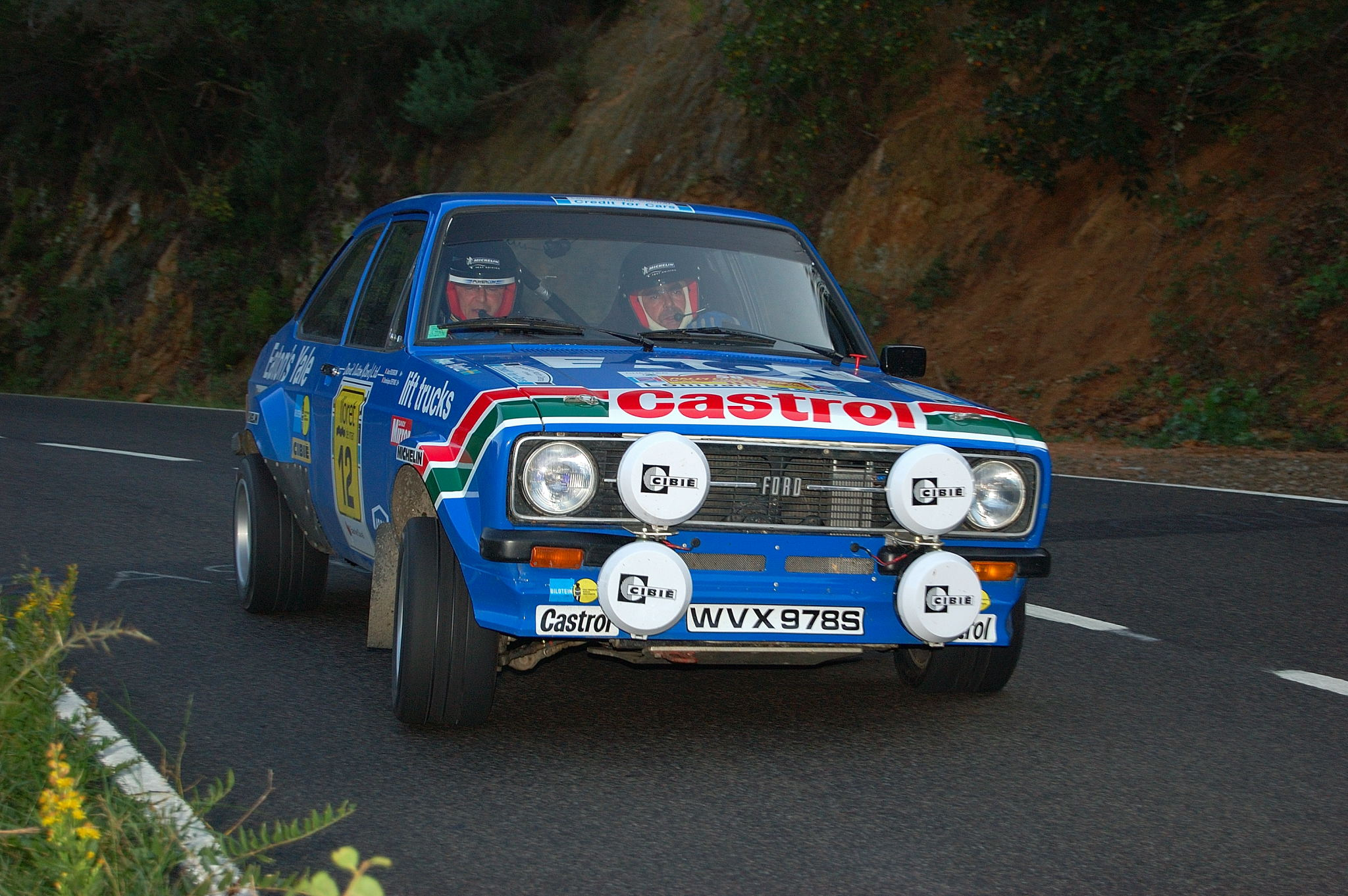
Das Siegerauto der Rallye Großbritannien 1978, der Ford Escort RS1800 von Hannu Mikkola.

Die 34. Rallye Großbritannien war der 11. Lauf zur Rallye-Weltmeisterschaft 1978. Sie fand vom 19. bis zum 23. November in der Region von Birmingham statt.

## Bericht
In den vergangenen sechs Jahren feierte Ford sechs Siege bei der Rallye Großbritannien. Die Route führte über Schotterstraßen Nordenglands und kleinen Teilen Schottlands. Anfangs ging Walter Röhrl im Fiat 131 Abarth in Führung, wurde dann zwischenzeitlich abgelöst von Markku Alén im Lancia Stratos. Alén musste die Rallye in der 39. Wertungsprüfung nach einem Getriebeschaden aufgeben. Teamkollege Sandro Munari konnte bereits in der 29. Wertungsprüfung wegen eines Motorschadens nicht mehr weiterfahren. Ari Vatanen (Ford) ignorierte eine Zeitkontrolle, was die Disqualifikation zur Folge hatte. Die Ford-Fahrer dominierten ab dem dritten Tag die Rallye zusehends. Hannu Mikkola im Ford Escort RS 1800 übernahm die Führung vor den Teamkollegen Björn Waldegård und Russell Brookes. Röhrl verlor über 30 Minuten wegen eines Problems an der Benzinzufuhr, er wurde sechster in der Schlusswertung.

## Klassifikationen

### Endergebnis
| Rang | Fahrer          | Co-Pilot              | Auto               | Zeit (Std./Min./Sek.) | Rückstand Sieger (Min./Sek.) Rückstand V (Min./Sek.) |
| ---- | --------------- | --------------------- | ------------------ | --------------------- | ---------------------------------------------------- |
| 1    | Hannu Mikkola   | Arne Hertz            | Ford Escort RS1800 | 8:47:23               | 00:00                                                |
| 2    | Björn Waldegård | Hans Thorszelius      | Ford Escort RS1800 | 8:52:41               | 05:18                                                |
| 3    | Russell Brookes | Derek Tucker          | Ford Escort RS1800 | 8:58:55               | 11:32 06:14                                          |
| 4    | Tony Pond       | Fred Gallagher        | Triumph TR7 V8     | 9:03:09               | 15:46 04:14                                          |
| 5    | Anders Kulläng  | Bruno Berglund        | Opel Kadett GT/E   | 9:13:48               | 26:25 10:39                                          |
| 6    | Walter Röhrl    | Christian Geistdörfer | Fiat 131 Abarth    | 9:17:47               | 30:24 03:59                                          |
| 7    | John Taylor     | Phil Taylor           | Ford Escort RS1800 | 9:19:20               | 31:57 01:33                                          |
| 8    | Andy Dawson     | Terry Harryman        | Datsun 160J        | 9:20:51               | 33:28 01:31                                          |
| 9    | Henri Toivonen  | Juhani Korhonen       | Chrysler Sunbeam   | 9:27:23               | 40:00 06:32                                          |
| 10   | Bror Danielsson | Bob de Jong           | Opel Kadett GT/E   | 9:31:52               | 44:29 04:29                                          |

Insgesamt wurden 61 von 168 gemeldeten Fahrzeuge klassiert: